# Łukasz Janoszka
Łukasz Rafał Janoszka (Bytom, 18 marzo 1987) è un calciatore polacco, attaccante dell'AKS Mikołów.